# はじまりの場所 (荒井麻珠のシングル)
「はじまりの場所」（はじまりのばしょ）は荒井麻珠の会場限定CD。2019年8月21日にM MUSICから発売。

## 概要
- 8月21日に開催された「荒井麻珠 1st ワンマンライブ 〜はじまりの場所〜」の会場限定で発売された[1]。また会場限定には特典で、ランダムでサイン入りアナザージャケットがついた[2]。
- 8月27日、会場に来られなかった人たちから要望が殺到し「WIZY＆Maju Land」にて数量限定発売が決定した[3]。
- 「"薄暗くなった空が僕を包んでどうしようもない"盤」と「"Timing Clever"盤」の2タイプで発売[1]。曲順と3曲目が違っていたが、のちにオリコンミュージックストア限定で全5曲を収録したミニアルバム「Special Edition」が配信されている[4]。
- 収録曲のうち、「薄暗くなった空が僕を包んでどうしようもない」は7月1日からオリコンミュージックにて先行配信された[1]。総合オリコンチャートで1位を記録。同曲はソロアーティストとして再始動後初の楽曲であることから、「まずは自分の歌声を届けたいな」という思いのもと、アカペラで始まる[5]。
- 「Timing Clever」では荒井は作曲にも参加した[5]。

## 収録曲
"薄暗くなった空が僕を包んでどうしようもない"盤
1. 薄暗くなった空が僕を包んでどうしようもない
作詞・作曲：Junxix.
2. Timing Clever
作詞：Junxix.　作曲：Junxix.、Maju Arai
3. 私的革命
作詞・作曲：Junxix.
4. ENJOY!
作詞・作曲：Junxix.

"Timing Clever"盤
1. Timing Clever
2. 薄暗くなった空が僕を包んでどうしようもない
3. 恋覿面TRICK
作詞・作曲：Junxix.
4. ENJOY!